# Список кавалеров ордена «За заслуги перед Отечеством» за 2004 год

## Кавалеры ордена I степени
1. 23 февраля 2004 года, № 238 — Алексий II (Ридигер Алексей Михайлович) — Патриарх Московский и всея Руси[1]
2. 20 апреля 2004 года, № 556 — Кучма, Леонид Данилович — Президент Украины[2]

## Кавалеры ордена II степени
1. 30 марта 2004 года, № 445 — Дзасохов, Александр Сергеевич — президент Республики Северная Осетия — Алания
2. 5 апреля 2004 года, № 482 — Россель, Эдуард Эргартович — губернатор Свердловской области
3. 21 мая 2004 года, № 658 — Красовский, Николай Николаевич — академик, заведующий сектором Института математики и механики Уральского отделения Российской академии наук, Свердловская область
4. 26 мая 2004 года, № 680 — митрополит Санкт-Петербургский и Ладожский Владимир (Котляров Владимир Саввич), постоянный член Священного синода Русской православной церкви
5. 8 июня 2004 года, № 734 — Кац, Арнольд Михайлович — художественный руководитель и главный дирижер Академического симфонического оркестра государственного учреждения культуры «Новосибирская государственная филармония»
6. 12 июня 2004 года, № 761 — Чазов, Евгений Иванович — генеральный директор Российского кардиологического научно-производственного комплекса, город Москва
7. 14 июля 2004 года, № 898 — Васильев, Борис Львович — писатель, город Москва
8. 25 сентября 2004 года, № 1220 — Бударин, Николай Михайлович — инструктор-космонавт-испытатель открытого акционерного общества «Ракетно-космическая корпорация „Энергия“ имени С. П. Королева», Московская область
9. 29 сентября 2004 года, № 1248 — Искандер, Фазиль Абдулович — писатель, город Москва
10. 29 сентября 2004 года, № 1252 — Кулаков, Владимир Иванович — вице-президент Российской академии медицинских наук, директор государственного учреждения «Научный центр акушерства, гинекологии и перинатологии» Российской академии медицинских наук, город Москва
11. 19 октября 2004 года, № 1335 — Стриженов, Олег Александрович — артист государственного учреждения культуры «Государственный театр киноактера», город Москва
12. 9 ноября 2004 года, № 1424 — Каримов Мустафа Сафич (Мустай Карим) — писатель, Республика Башкортостан
13. 20 декабря 2004 года, № 1570 — Дурова, Наталья Юрьевна — генеральный директор, художественный руководитель государственного учреждения культуры города Москвы «Театр «Уголок дедушки Дурова»
14. 21 декабря 2004 года, № 1581 — Бокерия, Леонид Антонович — директор государственного учреждения «Научный центр сердечно-сосудистой хирургии имени А. Н. Бакулева» Российской академии медицинских наук, директор Института кардиохирургии имени В. И. Бураковского, город Москва

## Кавалеры ордена III степени
1. 15 января 2004 года, № 34 — Шилов, Александр Максович — художественный руководитель государственного учреждения культуры «Московская государственная картинная галерея народного художника СССР А. Шилова»
2. 15 января 2004 года, № 37 — Вознесенский, Андрей Андреевич — писатель, город Москва
3. 28 января 2004 года, № 101 — Коновалов, Александр Иванович — академик, председатель президиума Казанского научного центра Российской академии наук, Республика Татарстан
4. 2 февраля 2004 года, № 124 — Лисицын, Анатолий Иванович — губернатор Ярославской области
5. 2 февраля 2004 года, № 131 — Петров, Николай Арнольдович — солист Московской государственной академической филармонии
6. 7 февраля 2004 года, № 155 — Вербицкая, Людмила Алексеевна — ректор Санкт-Петербургского государственного университета
7. 10 марта 2004 года, № 339 — Евтушенко, Евгений Александрович — писатель, город Москва
8. 22 марта 2004 года, № 380 — Крайнев, Владимир Всеволодович — солист Московской государственной академической филармонии
9. 7 апреля 2004 года, № 504 — Кезина, Любовь Петровна — руководитель Департамента образования города Москвы
10. 7 апреля 2004 года, № 506 — митрополит Ювеналий (Тарасов Спиридон Алексеевич) — управляющий Курской епархией Русской православной церкви
11. 14 мая 2004 года, № 619 — Федосов, Евгений Александрович — генеральный директор федерального государственного унитарного предприятия «Государственный научно-исследовательский институт авиационных систем», город Москва
12. 22 мая 2004 года, № 665 — Рашников, Виктор Филиппович — генеральный директор открытого акционерного общества «Магнитогорский металлургический комбинат», Челябинская область
13. 27 мая 2004 года, № 684 — Боллоев, Таймураз Казбекович — президент открытого акционерного общества "Пивоваренная компания «Балтика», город Санкт-Петербург
14. 28 мая 2004 года, № 700 — Емельянов, Станислав Васильевич — академик, научный руководитель Института системного анализа Российской академии наук, город Москва
15. 25 июня 2004 года, № 797 — Александров, Вадим Николаевич — генеральный директор открытого акционерного общества по строительству метрополитена в городе Санкт-Петербурге «Метрострой»
16. 1 июля 2004 года, № 819 — Эрнст, Лев Константинович — вице-президент Российской академии сельскохозяйственных наук, город Москва
17. 14 июля 2004 года, № 899 — Бехтерева, Наталья Петровна — академик, научный руководитель Института мозга человека Российской академии наук, город Санкт-Петербург
18. 19 июля 2004 года, № 911 — генерал армии Квашнин Анатолий Васильевич — начальник Генерального штаба Вооруженных Сил — первый заместитель министра обороны Российской Федерации
19. 19 июля 2004 года, № 930 — Исхаков, Камиль Шамильевич — глава администрации города Казани Республики Татарстан
20. 2 августа 2004 года, № 996 — полковник Гидзенко, Юрий Павлович — заместитель начальника управления (по подготовке космонавтов) Российского государственного научно-исследовательского испытательного центра подготовки космонавтов имени Ю. А. Гагарина, Московская область
21. 24 августа 2004 года, № 1107 — Ермаков, Валентин Филиппович — председатель совета Центрального союза потребительских обществ Российской Федерации, город Москва
22. 24 августа 2004 года, № 1108 — Минин, Владимир Николаевич — художественный руководитель государственного учреждения культуры «Московский государственный академический камерный хор»
23. 2 сентября 2004 года, № 1137 — Калистратов, Николай Яковлевич — генеральный директор федерального государственного унитарного предприятия "Машиностроительное предприятие «Звездочка», Архангельская область
24. 23 сентября 2004 года, № 1208 — Бочкарёв, Василий Кузьмич — губернатор Пензенской области
25. 18 октября 2004 года, № 1324 — Дедов, Иван Иванович — академик Российской академии наук, директор государственного учреждения «Эндокринологический научный центр» Российской академии медицинских наук, город Москва
26. 25 октября 2004 года, № 1358 — Фаддеев, Людвиг Дмитриевич — академик-секретарь Отделения математических наук Российской академии наук, город Москва
27. 27 декабря 2004 года, № 1606 — Сличенко, Николай Алексеевич — художественный руководитель государственного учреждения культуры города Москвы "Московский музыкально-драматический цыганский театр «Ромэн»
28. 30 декабря 2004 года, № 1635 — Вешняков, Александр Альбертович — Председатель Центральной избирательной комиссии Российской Федерации

## Кавалеры ордена IV степени
1. 13 января 2004 года, № 14 — Лановой, Василий Семёнович — артист Государственного академического театра имени Евг. Вахтангова, город Москва
2. 15 января 2004 года, № 17 — Лисов, Евгений Кузьмич — действительный государственный советник Российской Федерации 1 класса
3. 15 января 2004 года, № 27 — Сёмин, Владимир Алексеевич — генеральный секретарь общероссийской общественной организации «Российский союз ректоров», город Москва
4. 15 января 2004 года, № 31 — Ильин, Владимир Александрович — академик Российской академии наук, заведующий кафедрой Московского государственного университета имени М. В. Ломоносова
5. 15 января 2004 года, № 37 — Захарченко, Виктор Гаврилович — генеральный директор, художественный руководитель Государственного научно-творческого учреждения «Кубанский казачий хор», Краснодарский край
6. 26 января 2004 года, № 96 — Федин, Анатолий Иванович — главный врач автономной некоммерческой организации «Центральная клиническая больница Святителя Алексия, Митрополита Московского, Московской патриархии Русской православной церкви»
7. 28 января 2004 года, № 102 — Бетин, Олег Иванович — глава администрации Тамбовской области
8. 2 февраля 2004 года, № 126 — полковник Онуфриенко, Юрий Иванович — командир группы, инструктор-космонавт-испытатель отряда космонавтов Российского государственного научно-исследовательского испытательного центра подготовки космонавтов имени Ю. А. Гагарина, Московская область
9. 2 февраля 2004 года, № 131 — Битрих (Еремеева), Татьяна Александровна — артистка Государственного академического Малого театра России, город Москва
10. 4 февраля 2004 года, № 140 — полковник Корзун, Валерий Григорьевич — командир отряда космонавтов, инструктор-космонавт-испытатель Российского государственного научно-исследовательского испытательного центра подготовки космонавтов имени Ю. А. Гагарина, Московская область
11. 7 февраля 2004 года, № 156 — Асадов, Эдуард Аркадьевич — писатель, город Москва
12. 13 февраля 2004 года, № 190 — Басилашвили, Олег Валерианович — артист Российского государственного академического Большого драматического театра имени Г. А. Товстоногова, город Санкт-Петербург
13. 13 февраля 2004 года, № 190 — Кочергин, Эдуард Степанович — главный художник Российского государственного академического Большого драматического театра имени Г. А. Товстоногова, город Санкт-Петербург
14. 13 февраля 2004 года, № 190 — Фрейндлих, Алиса Бруновна — артистка Российского государственного академического Большого драматического театра имени Г. А. Товстоногова, город Санкт-Петербург
15. 10 марта 2004 года, № 338 — Гольдберг, Евгений Данилович — академик Российской академии медицинских наук, директор Научно-исследовательского института фармакологии Томского научного центра Сибирского отделения Российской академии медицинских наук
16. 10 марта 2004 года, № 338 — Тарасов, Николай Иванович — доктор медицинских наук, профессор, заведующий кафедрой Уральской государственной медицинской академии дополнительного образования, Челябинская область
17. 10 марта 2004 года, № 339 — Краснопольский-Ледов, Владимир Аркадьевич — кинорежиссёр-постановщик федерального государственного унитарного предприятия "Киноконцерн «Мосфильм»
18. 10 марта 2004 года, № 339 — Усков, Валерий Иванович — кинорежиссёр-постановщик федерального государственного унитарного предприятия "Киноконцерн «Мосфильм»
19. 13 марта 2004 года, № 352 — Козлов, Геннадий Викторович — генеральный директор Российского агентства по системам управления
20. 22 марта 2004 года, № 376 — Демченко, Борис Григорьевич — генеральный директор федерального государственного унитарного авиационного предприятия «Пулково», город Санкт-Петербург
21. 29 марта 2004 года, № 434 — Катанандов, Сергей Леонидович — Глава Республики Карелия
22. 29 марта 2004 года, № 442 — Есин, Сергей Николаевич — ректор Литературного института имени А. М. Горького, город Москва
23. 7 апреля 2004 года, № 503 — Гродберг, Гарри Яковлевич — солист Московской государственной академической филармонии
24. 12 апреля 2004 года, № 525 — Бельцер, Яков Иосифович — генеральный директор закрытого акционерного общества «Олимпийский центр имени братьев Знаменских», город Москва
25. 19 апреля 2004 года, № 551 — Гейхман, Исаак Львович — первый заместитель генерального директора, статс-секретарь федерального государственного унитарного предприятия «Национальный научный центр горного производства — Институт горного дела имени А. А. Скочинского», Московская область
26. 8 мая 2004 года, № 590 — Шабалин, Владимир Николаевич — академик Российской академии медицинских наук, директор Российского научно-исследовательского института геронтологии, город Москва
27. 9 мая 2004 года, № 597 — Додин, Лев Абрамович — художественный руководитель, директор Ленинградского областного государственного учреждения культуры «Академический Малый драматический театр — Театр Европы»
28. 20 мая 2004 года, № 654 — Бушнов, Михаил Ильич — артист Ростовского академического театра драмы имени М.Горького
29. 22 мая 2004 года, № 667 — Усачёв, Виктор Васильевич — первый заместитель главы администрации (губернатора) Ростовской области
30. 22 мая 2004 года, № 668 — Девятых, Григорий Григорьевич — академик, советник Российской академии наук, Нижегородская область
31. 27 мая 2004 года, № 692 — Шалевич, Вячеслав Анатольевич — артист Государственного академического театра имени Евг. Вахтангова, художественный руководитель государственного учреждения культуры города Москвы «Московский драматический театр имени Рубена Симонова»
32. 7 июня 2004 года, № 717 — Кузнецов, Валентин Васильевич — судья Верховного суда Российской Федерации
33. 7 июня 2004 года, № 722 — Иванов, Вячеслав Егорович — первый заместитель начальника Главного контрольного управления Президента Российской Федерации
34. 8 июня 2004 года, № 733 — Сырников, Игорь Куприянович — руководитель Департамента социальной защиты населения города Москвы
35. 8 июня 2004 года, № 735 — Вебер, Альберт Владимирович — заместитель генерального директора, начальник управления государственного унитарного предприятия «Адмиралтейские верфи», город Санкт-Петербург
36. 12 июня 2004 года, № 772 — Пешехонов, Владимир Григорьевич — академик Российской академии наук, директор федерального государственного унитарного предприятия "Центральный научно-исследовательский институт «Электроприбор», город Санкт-Петербург
37. 28 июня 2004 года, № 813 — Мельников, Виктор Николаевич — заместитель Председателя Центрального банка Российской Федерации
38. 1 июля 2004 года, № 820 — Романенко, Геннадий Алексеевич — президент Российской академии сельскохозяйственных наук
39. 13 июля 2004 года, № 895 — Зубарев, Борис Матвеевич — генеральный директор открытого акционерного общества «Первая горнорудная компания», город Москва
40. 14 июля 2004 года, № 900 — Давыдов, Владлен Семёнович — артист государственного учреждения «Московский Художественный академический театр имени А. П. Чехова»
41. 19 июля 2004 года, № 931 — Конторович, Алексей Эмильевич — академик, директор Института геологии нефти и газа Сибирского отделения Российской академии наук, Новосибирская область
42. 19 июля 2004 года, № 932 — Хомский, Павел Осипович — художественный руководитель государственного учреждения культуры города Москвы «Государственный академический театр имени Моссовета»
43. 19 июля 2004 года, № 939 — Бородин, Юрий Иванович — директор государственного учреждения «Научно-исследовательский институт клинической и экспериментальной лимфологии» Сибирского отделения Российской академии медицинских наук, Новосибирская область
44. 19 июля 2004 года, № 942 — Филонов, Юрий Александрович — первый заместитель генерального директора, главный инженер открытого акционерного общества по строительству метрополитена в городе Санкт-Петербурге «Метрострой»
45. 2 августа 2004 года, № 997 — Ширвиндт, Александр Анатольевич — художественный руководитель государственного учреждения культуры города Москвы «Московский академический театр сатиры»
46. 10 августа 2004 года, № 1045 — Ильчевский, Константин Петрович — протоиерей, клирик Богоявленско-Анастасиина кафедрального собора города Костромы
47. 24 августа 2004 года, № 1108 — Колобков, Сергей Михайлович — заведующий кафедрой оркестрового дирижирования федерального государственного образовательного учреждения «Российская академия музыки имени Гнесиных», город Москва
48. 10 сентября 2004 года, № 1166 — Драчевский, Леонид Вадимович — действительный государственный советник Российской Федерации 1 класса
49. 13 сентября 2004 года, № 1162 — Гаранян, Георгий Арамович — главный дирижёр государственного учреждения культуры «Государственный камерный оркестр джазовой музыки под управлением Олега Лундстрема», город Москва
50. 23 сентября 2004 года, № 1210 — Михайлов, Борис Петрович — главный тренер команды мастеров по хоккею с шайбой Спортивного клуба армии Ленинградского военного округа, город Санкт-Петербург
51. 25 сентября 2004 года, № 1225 — генерал-майор Набздоров, Святослав Адамович — заместитель начальника основного факультета Военной академии Генерального штаба Вооруженных Сил Российской Федерации
52. 25 сентября 2004 года, № 1226 — Чигарина, Клавдия Михайловна — генеральный директор открытого акционерного общества "Косметическое объединение «Свобода», город Москва
53. 25 сентября 2004 года, № 1227 — Перминов, Анатолий Николаевич — руководитель Федерального космического агентства
54. 27 сентября 2004 года, № 1238 — Рыжков, Николай Иванович — член Совета Федерации Федерального собрания Российской Федерации от администрации Белгородской области
55. 11 октября 2004 года, № 1299 — Винокуров, Михаил Алексеевич — ректор государственного образовательного учреждения высшего профессионального образования «Байкальский государственный университет экономики и права», Иркутская область
56. 11 октября 2004 года, № 1301 — Платонов, Юрий Павлович — главный архитектор Российской академии наук, творческий и научный руководитель Головного проектного и научно-исследовательского института Российской академии наук, город Москва
57. 11 октября 2004 года, № 1302 — Чернышёв, Алексей Андреевич — глава администрации Оренбургской области
58. 11 октября 2004 года, № 1303 — Анисимова, Галина Александровна — артистка государственного учреждения культуры города Москвы «Московский академический театр имени Вл. Маяковского»
59. 18 октября 2004 года, № 1323 — Варнавский, Владимир Алексеевич — председатель Законодательного собрания Омской области
60. 18 октября 2004 года, № 1324 — Труфакин, Валерий Алексеевич — вице-президент Российской академии медицинских наук, директор государственного учреждения «Научно-исследовательский институт физиологии» Сибирского отделения Российской академии медицинских наук, Новосибирская область
61. 5 ноября 2004 года, № 1413 — Мозговенко, Иван Пантелеевич — профессор федерального государственного образовательного учреждения высшего профессионального образования «Российская академия музыки имени Гнесиных», город Москва
62. 10 ноября 2004 года, № 1426 — Виноградов, Николай Владимирович — губернатор Владимирской области
63. 11 ноября 2004 года, № 1433 — Саркисов, Ашот Аракелович — советник Института проблем безопасного развития атомной энергетики Российской академии наук, город Москва
64. 18 ноября 2004 года, № 1447 — Черешнев, Валерий Александрович — председатель Уральского отделения Российской академии наук, город Екатеринбург
65. 18 ноября 2004 года, № 1452 — Фёдоров, Алексей Иннокентьевич — президент открытого акционерного общества "Научно-производственная корпорация «Иркут», Иркутская область
66. 25 ноября 2004 года, № 1476 — Тозлиян, Карп Михайлович — директор сельскохозяйственного производственного кооператива "Племзавод «Русь» Домодедовского района Московской области
67. 25 ноября 2004 года, № 1477 — Гейхман, Владимир Львович — заведующий кафедрой трудового права и права социального обеспечения Российской правовой академии Министерства юстиции Российской Федерации, город Москва
68. 9 декабря 2004 года, № 1514 — Пиотровский, Михаил Борисович — директор Государственного Эрмитажа, город Санкт-Петербург
69. 20 декабря 2004 года, № 1556 — Зязиков, Мурат Магометович — Президент Республики Ингушетия[3]
70. 20 декабря 2004 года, № 1577 — Зайцев, Владимир Николаевич — генеральный директор федерального государственного учреждения «Российская национальная библиотека», город Санкт-Петербург
71. 24 декабря 2004 года, № 1584 — Платонов, Владимир Михайлович — председатель Московской городской думы
72. 24 декабря 2004 года, № 1593 — Храменков, Станислав Владимирович — генеральный директор Московского государственного унитарного предприятия «Мосводоканал»
73. 27 декабря 2004 года, № 1604 — Латынина, Лариса Семёновна — заслуженный мастер спорта, город Москва
74. 27 декабря 2004 года, № 1611 — Михайлов, Александр Яковлевич — артист Государственного академического Малого театра России, город Москва
75. 27 декабря 2004 года, № 1612 — Леонтенков, Александр Александрович — генеральный директор, генеральный конструктор федерального государственного унитарного предприятия «Центральное конструкторское бюро тяжелого машиностроения», город Москва
76. 27 декабря 2004 года, № 1618 — Лильин, Евгений Теодорович — директор государственного учреждения "Российский реабилитационный центр «Детство», Московская область
77. 31 декабря 2004 года, № 1656 — Василенко, Валерий Владимирович — прокурор Приморского края